# Trastorn metabòlic
Un trastorn metabòlic, o malaltia metabòlica, succeeix quan es produeixen reaccions químiques anormals en el procés metabòlic normal.
Pot aparèixer per una anomalia d'un sol gen heretat (trastorn metabòlic congènit), la majoria dels quals són autosòmics recessius.

## Tipus
Les principals classes de trastorns metabòlics són:
| - Trastorns acidobàsics - Malalties cerebrals metabòliques - Trastorns del metabolisme del calci - Trastorns amb deficiència de reparació d'ADN - Trastorns del metabolisme de la glucosa - Hiperlactatèmia - Trastorns del metabolisme del ferro - Trastorns del metabolisme lipídic - Síndrome de malabsorció | - Síndrome metabòlica X - Malalties mitocondrials - Trastorns del metabolisme del fòsfor - Porfíries - Deficiències de proteostàsia - Malalties metabòliques de la pell - Caquèxia - Trastorns electrolítics |